# Tryglav

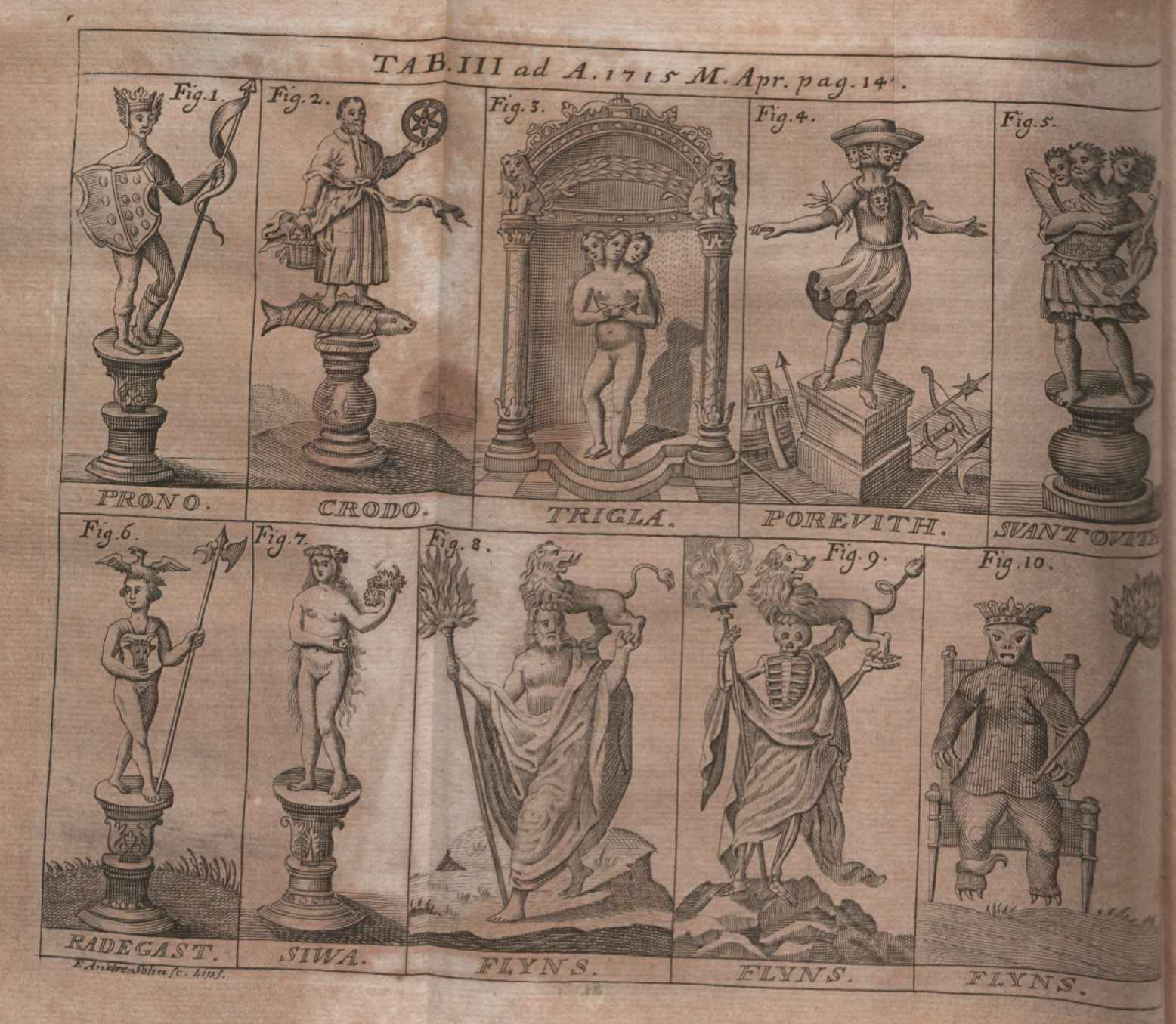
Fig. 3: Rappresentazione di Tryglav in una tavola pubblicata sugli Acta Eruditorum del 1715 ad illustrazione della recensione de Historia lusatica... di Samuel Grosser

Tryglav (dal lituano "dalle tre teste") a volte chiamato anche troglav era un dio o un complesso di dei nella mitologia slava, simile nel genere alla trinità nel Cristianesimo o alla Trimurti nell'induismo. Spesso viene considerato come la stessa divinità di Troyan.
I membri esatti della triade variano in base al luogo e all'epoca. Una prima variante includeva Svarog, Perun, e Dajbog. Più tardi, Dajbog venne rimpiazzato da Svetovid o Veles. Triglav viene usualmente descritto come una fusione di questi dei. Più raramente viene menzionato come loro figlio. Può anche essere l'unione di dei inferiori (Triglav inferiore).

## Fonti
La presenza del culto di questa divinità tricefala in due città della Pomerania, Wolin e Stettino, da Adamo da Brema e da diversi biografi medievali dell'opera missionaria di Ottone di Bamberga.

## Descrizione
Triglav viene descritto come un uomo a tre teste, a volte con bende (d'oro) sopra gli occhi per impedirgli di vedere i peccati degli uomini, o come un uomo con tre teste di caprone. Nei dintorni di Stettino esistevano quattro templi, di solo uno meritevole di descrizione con statue dedicati a Triglav e che vennero distrutti ai tempi della cristianizzazione.
Secondo il controverso libro di Veles (dalla datazione e autenticità alquanto dubbia), Tryglav rappresentava i tre regni in cui era di viso il mondo, la Terra, il Cielo e l'Oltretomba (Jav, Prav e Nav, definibili anche, rispettivamente, il Materiale, l'Intermedio e l'Immateriale), la cui creazione è attribuita Svarog, svolgendo una funzione essenziale in questa particolare cosmogonia slava. Svarog lottò contro Zmaj, un sanguinoso serpente gigantesco o un drago a più teste, simbolo del disordine. Dopo averlo soggiogato, Svarog lo usò come aratro per separare il mondo dei vivi (Jav) da quello dei morti (Nav), stabilendo così la legge (Prav, o Prawia). Da quel momento Zmaj regnò nella sfera dei morti, mentre Svarog si stabilì in quella celeste.
Alcuni ipotizzano che il Monte Tricorno (in sloveno Triglav), la montagna più alta della Slovenia, abbia preso il nome proprio da questo dio.
Tuttora in alcune forme di neopaganesimo, come il movimento neopagano Slovenski staroverci ("antichi credenti sloveni"), è il dio supremo e fulcro della santa trinità.